# Campylaspis bacescui
Campylaspis bacescui är en kräftdjursart som beskrevs av Zarui Muradian 1976. Campylaspis bacescui ingår i släktet Campylaspis och familjen Nannastacidae. Inga underarter finns listade i Catalogue of Life.